# Polyphaga obscura
Polyphaga obscura är en kackerlacksart som beskrevs av Lucien Chopard 1929. Polyphaga obscura ingår i släktet Polyphaga och familjen Polyphagidae. Inga underarter finns listade i Catalogue of Life.